# Emperipolesi

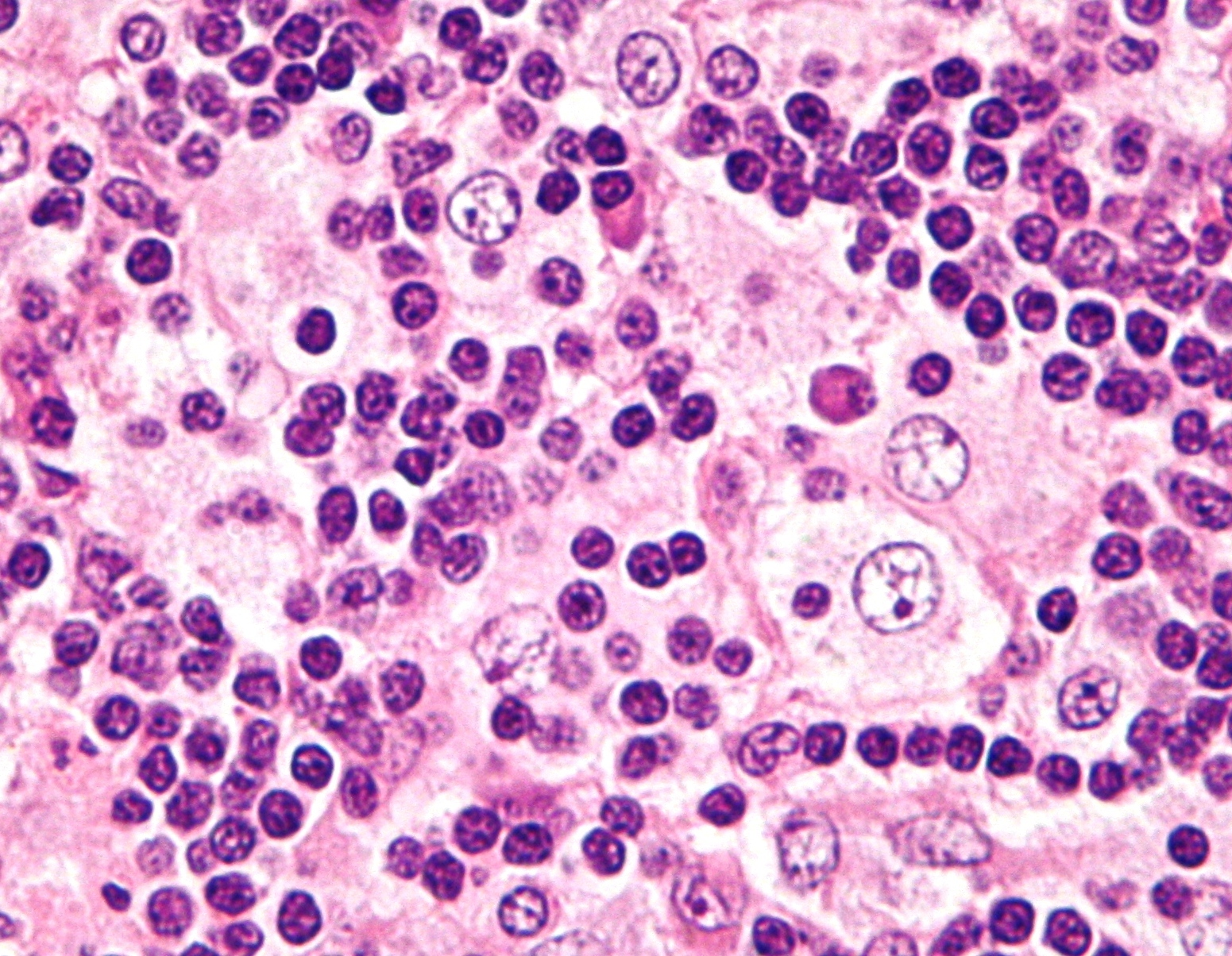
Microscopia ottica che mostra l'emperipolesi in un caso di sindrome di Rosaï-Dorfman

In anatomia patologica, l'emperipolesi (dal greco ἐν, «dentro», e πεϱιπολέομαι, «trasmigrare») è un fenomeno che consiste nel passaggio di linfociti all'interno di cellule eucariote.
Di solito lo si riscontra nelle infiammazioni croniche tipo la rettocolite ulcerosa, prostatiti croniche, gastriti croniche, surrenaliti autoimmuni. È possibile ritrovare in questi casi la presenza di polimorfonucleati all'interno di cellule gastriche, enterociti, cellule prostatiche. Viene considerato elemento patognomonico della malattia di Rosaï-Dorfman (istiocitosi dei seni con linfoadenopatia massiva).